# Vihanti
Vihanti is een plaats en voormalige gemeente in het Finse landschap Noord-Österbotten. 
De gemeente had een oppervlakte van 481 km2 en telde 3454 inwoners in 2003. Ze omvatte behalve het kerkdorp Vihanti de dorpen  Alpua, Ilveskorpi, Lampinsaari en Myllyperä–Perukka. Op 1 januari 2013 ging ze op in de gemeente Raahe. 
De gemeente onderhield een jumelage met Märjamaa in Estland.